# Pseudoschoenus inanis
Pseudoschoenus inanis là loài thực vật có hoa trong họ Cói. Loài này được (Thunb.) Oteng-Yeb. miêu tả khoa học đầu tiên năm 1974.